# Jelena Glinskaja
Jelena Glinskaja, född 1510, död 4 april 1538, var storfurstinna av Moskva, gift med storfurst Vasilij III av Moskva och Rysslands regent under sin son Ivan IV:s minderårighet 1533 till 1538.
Jelena var dotter till prins Vasili Lvovich Glinsky och Ana Jakšić. Hon blev gift 1526. Maken utsåg henne på sin dödsbädd till regent under sonens omyndighet.  
Hon upplevde viss kritik genom sina kärleksrelationer med Ivan Feodorovich Ovchina-Telepnev-Obolensky och Metropoliten Daniel. Hon lät fängsla sina svågrar Yury av Dmitrov (1534) och Andrey av Staritsa (1537) för att säkra sitt regentskap. Jelena införde en valutareform (1535), slöt ett fördrag med Litauen mot Sverige (1536), uppförde en försvarsmur runt Moskva, friköpte ryska fångar, inbjöd litauisk invandring och vidtog åtgärder mot stråtrövare. 
Hon avled plötsligt 1538 och spekuleras ha blivit förgiftad.  